# ابرناکی
ابرناکی (به انگلیسی: Cloudiness) در شرایط جوی و آب‌وهوایی به مقدار ابر موجود در آسمان می‌گویند. به عبارتی به میزان پوشیدگی ابرها در آسمان ابرناکی می‌گویند.